# CPLEX
ILOG CPLEX (často nazýván zjednodušeně CPLEX) je software balíček pro matematické optimalizace.
Je pojmenován po simplexové metodě a programovacím jazyku C, ačkoliv dnes obsahuje již vnitřní bodové metody a rozhraní vytvořené v C++, C# i v Javě. Původně byl tento systém vytvořen Robertem E. Bixbym a prodáván přes CPLEX Optimization Inc., která byla převzata společností ILOG v roce 1997. V lednu 2009 byl i ILOG koupen společností IBM.
CPLEX umí řešit úlohy celočíselného programování, velmi rozsáhlé úlohy lineárního programování a nedávno byla přidána i možnost řešit úlohy s kvadratickými omezeními. CPLEX obsahuje modelovací vrstvu nazvanou Concert a je také podporován v několika modelovacích systémech jako např. AIMMS, AMPL, GAMS, MPL, OpenOpt, OPL Development Studio a TOMLAB.